# Ange-François Fariau
Ange-François Fariau de Saint-Ange, noto anche semplicemente come Saint-Ange (Blois, 13 ottobre 1747 – Parigi, 8 dicembre 1810), è stato un poeta e traduttore francese.
Fu il decimo componente dell'Académie française a occupare il seggio numero 1.
Figlio di un consigliere del re, Fariau nacque a Blois. Studiò nel collegio dei Gesuiti di Blois e poi al collegio Sainte-Barbe a Parigi. Pupillo di Turgot, continuò ad insegnare grammatica nella scuola parigina di Saint-Antoine. Egli divenne noto per le sue traduzioni delle opere di Ovidio, in particolare le Metamorfosi. Fariau scrisse anche odi e poesie. Nel 1810 fu eletto all'Académie française, ma morì a Parigi tre mesi più tardi.